# Clive Wigram
Clive Wigram (5 juillet 1873 - 3 septembre 1960) est un officier de l'armée indienne britannique et un courtisan. Il est secrétaire particulier du roi George V de 1931 à 1936.

## Jeunesse et éducation
Wigram est le fils d'Herbert Wigram. Son grand-père, le révérend William Pitt Wigram, est le neuvième et le plus jeune fils de Sir Robert Wigram, 1er baronnet, qui est un éminent marchand . Clive fait ses études au Winchester College, dont il est ensuite devenu membre. Après Winchester, il fréquente l'Académie royale militaire de Woolwich.

## Carrière militaire
Après avoir quitté l'Académie royale militaire en 1893, Wigram est nommé sous-lieutenant le 4 octobre. Wigram sert dans l'Artillerie royale entre 1893 et 1897 et dans l'Armée indienne britannique à partir de 1897. Il est promu lieutenant le 22 septembre 1897 (avec grade à partir du 4 octobre 1896). Wigram rejoint le 18e (King George's Own) Bengal Lancers et sert dans l'expédition Tirah dans la frontière nord-ouest de 1897 à 1898. De 1899 à 1904, il est aide de camp du vice-roi de l'Inde Lord Curzon, poste qu'il a déjà occupé en 1895 (sous le comte d'Elgin). Il démissionne (temporairement) en janvier 1900 pour servir avec Kitchener dans la seconde guerre des Boers, pour laquelle il est mentionné dans les dépêches. Il est promu capitaine le 4 octobre 1902.

## Postes à la Cour
Entre 1905 et 1906, Wigram est chef d'état-major adjoint du prince de Galles George en Inde . Le 19 mars 1906, il est promu au grade de brevet de major et nommé écuyer au prince de Galles, un poste qu'il occupe jusqu'à ce que le prince devienne roi en 1910. Promu au rang de major le 4 octobre 1911. Wigram est ensuite secrétaire privé adjoint et écuyer du roi de 1910 à 1931. Il est promu au grade de lieutenant-colonel le 3 juin 1915. En 1915, il est promu colonel breveté. En 1919, il est promu colonel.
En 1931, Wigram est promu secrétaire privé du souverain et occupe ses fonctions jusqu'à sa retraite en 1936 . Il sert également en tant que gardien des archives de 1931 à 1945 comme écuyer supplémentaire de 1931 jusqu'à sa mort, comme Lord-in-waiting de 1936 à 1960 et Connétable adjoint du Château de Windsor de 1936 à 1945. Outre ses carrières dans l'armée et à la cour, il est également membre de la Royal Geographical Society et de la Société zoologique de Londres, président de l'hôpital de Westminster et gouverneur du Wellington College et de Haileybury. Il est le premier président des Boy Scouts .
Wigram est nommé Compagnon de l'Ordre du Bain en 1918, Chevalier Commandeur de l'Ordre du Bain en 1931 et Chevalier Grand-Croix de l'Ordre du Bain en 1933. Il est également membre de l'Ordre Royal Victorien en 1903, Commandant de l'Ordre Royal Victorien en 1915, Chevalier Commandeur de l'Ordre Royal Victorien en 1928  et Chevalier Grand Croix du Royal Victorian en 1932 et fait Compagnon de l'Ordre de l'Étoile de l'Inde en 1911. Il est admis au Conseil privé en 1932 et en 1935 il est élevé à la pairie comme baron Wigram, de Clewer dans le comté de Berkshire. En 1937 il reçoit la Royal Victorian Chain et la Médaille de service long et fidèle de la maison royale avec 30 ans de barre de service pour ses services à la famille royale.

## Famille
Lord Wigram épouse Nora Mary, la fille de Francis Fitzgerald Neville Chamberlain, en 1912. Elle est décédée en 1956. Il meurt en 1960 à l'âge de 87 ans. Le couple a trois enfants:
- Anne Wigram (1913–1958). Elle s'est mariée et a trois fils.
- (George) Neville Wigram (2e baron Wigram) (en) (1915-2017).
- Francis Clive Wigram (1920-1943† ). Il est capitaine dans les Grenadier Guards, quand il est tué le 12 septembre 1943 lors de l'invasion alliée de Salerne en Italie pendant la Seconde Guerre mondiale. Il est enterré au cimetière de guerre de Salerne [3].